# ポストグラデュエート・ディプロマ
ポストグラデュエート・ディプロマ（英:Postgraduate Diploma、PGDip、PgDip）とは、英国、カナダ、オーストラリア、ニュージーランド等の英連邦を中心とした多くの国の大学院で授与されているディプロマである。

## 概要
英連邦を中心とした国の大学院では、修士課程から修士論文・卒業研究のみを省いたポストグラデュエート・ディプロマ（Postgraduate Diploma）というディプロマを取得できるコースが数多く開講されている。特に、実務に直結する、特定の職業における知識やスキルを伸ばすことを目的としたコースで修士課程の代わりにこちらを選べる場合が多い。
このディプロマは大学院レベルの修業証明として広く認知されており、英国では英政府により修士（Master's degree）と同じLevel 7の資格に分類されている。
このディプロマ取得のコースを専攻するには、大学を卒業して学士（Bachelor's degree）を取得しているか、学士と同じLevel 6の資格（英国であればGraduate Diploma、Graduate Certificate等）を取得している必要が有り、入学要件（GPA、語学力等）も修士課程の出願者とほぼ同じレベルが要求される。
修士課程への進学準備の為にこのディプロマ取得のコースを専攻する者も居るが、研究を除いた大学院レベルでの学習機会、修業証明を得る為に専攻する者が殆どである。（通常、修士課程への進学準備の為に専攻するのは、各大学が用意している大学院進学準備（Pre-masters）コースや、上記のGraduate Diploma、Graduate Certificate取得のコース等である）